# Classe catastale
La classe catastale è un'ulteriore classificazione che distingue gli immobili in base al livello delle finiture, della dotazione dei servizi, dell'ampiezza dei vani e della posizione. A ogni classe corrisponde una tariffa d'estimo (definita dal Catasto ma molto diversa tra zona e zona, e tra classe e classe): quest'ultima va moltiplicata per il numero di vani catastali dell'abitazione per ottenere – finalmente – la rendita.
La classificazione segue le classi d'apprezzamento in cui di norma è suddiviso idealmente l’intero territorio comunale al fine di definire le unità immobiliari della medesima categoria che per situazione e posizione risultino la peggiore e la migliore.
Vanno inoltre considerate le caratteristiche intrinseche ed estrinseche dell’unità immobiliare, la sua centralità, l’ubicazione su strade importanti, la posizione, la luminosità dei vani, la funzionalità in base alla conformazione planimetrica ed in ultimo le caratteristiche di finitura.